# Tur-G
Tur-G (Amsterdam, 30 maart 2002) is een Nederlands rapper. Kort na zijn negende verjaardag bracht hij zijn eerste videoclips uit. Clips als Miljonair, Fissa, Dingen te doen en Black & yellow werden op YouTube miljoenen malen bekeken. Toen hij dertien jaar oud was, maakte hij zijn debuut als solorapper bij het hiphopplatform 101Barz van BNN.

## Biografie
Tur-G (uitspraak 'tuur-dji'), voornaam Arthur, is afkomstig uit Amsterdam-Zuidoost. Vanaf zijn derde ging hij met zijn broer Meo-D mee naar de opnamestudio. Het vak kreeg hij hierdoor al vanaf jonge leeftijd mee. Zelf begon hij ook te rappen en hij wordt daarin begeleid door zijn broer.
In 2011 plaatste hij zijn eerste videoclips op YouTube. Zijn clips worden vaak bekeken, zoals Dingen te doen en Black & yellow met Meo-D meer dan een miljoen maal. Een jaar later volgde zijn grootste hit, Miljonair, die meer dan vier miljoen maal werd bekeken. Een andere hit is bijvoorbeeld Fissa (2014) die hij in samenwerking met Emms (Broederliefde) en zijn leeftijdsgenoot Andy maakte. Hij heeft ook werk met andere artiesten gemaakt, zoals met Nathalie Blue en meerdere keren met Giorgio.
In 2010 gaf hij al eens een korte sessie op het hiphopplatform 101Barz van BNN. Met een leeftijd van acht jaar was hij toen gastrapper tijdens sessie van Anu-D en Meo-D. Met dit tweetal rapte hij daar later nog eens. In het najaar van 2012 bracht hij het nummer Zal er voor je zijn uit in samenwerking met Project Hyplified, Bollebof en Sway, het nummer diende als soundtrack voor de film De groeten van Mike!. In 2016 maakte hij bij 101Barz zijn debuut als soloartiest, eerst met een blow-out-sessie en enkele maanden later met een zomersessie.